# Antonie Möbis
Antonie Clara Hedwig Möbis (* 5. März 1898 als Antonie Schmidt in Spremberg; † 16. August 1976 in Hamburg) war eine deutsche Politikerin und Widerstandskämpferin gegen den Nationalsozialismus.

## Leben und Wirken
Antonie Schmidt war die Tochter eines Lokführers. 1910 verlor sie den Vater, 1912 starb ihre Mutter. Sie wuchs mit fünf älteren Geschwistern auf und besuchte eine Volksschule. Danach musste sie ihren Lebensunterhalt selbst finanzieren. Von 1912 bis 1917 arbeitete sie als Haushaltshilfe und ab Juni 1917 bei der Deutschen Werft in Kiel. In diesem Unternehmen engagierte sie sich gewerkschaftlich. 1920 trat sie in die SPD, im Juni 1923 in die KPD ein. Aufgrund ihrer politischen Tätigkeiten stand sie auf einer „schwarzen Liste“ und verlor ihre Stelle.
Da sie in Kiel keine neue Beschäftigung fand, ging Schmidt im Sommer 1925 nach Hamburg. Dort wirkte sie als Hilfspflegerin in der „Irrenanstalt Friedrichsberg“ und als Putzkraft und hatte zwischenzeitlich wiederholt keine Arbeit. Da sie bei der Wahl zur Hamburgischen Bürgerschaft im September 1931 ein Mandat erhielt, kam sie aus der gegen sie am 1. August 1931 aufgrund des „Zersetzungshochverrats“ verhängten Untersuchungshaft am 4. November 1931 frei. Einen Sitz in der Bürgerschaft hatte sie bis 1933.
Während der Zeit des Nationalsozialismus arbeitete Schmidt in der Widerstandsbewegung, für die sie Nachrichten überbrachte. Vom 16. September 1933 bis zum 20. März 1934 befand sie sich im Hamburger Untersuchungsgefängnis. Einen Tag später wurde sie in das Zuchthaus Lauerhof nahe Lübeck überführt, wo sie die Monate bis zum 12. Mai 1936 in Einzelhaft genommen wurde. Danach wurde sie in das KZ Moringen verlegt. Ihre Haftzeit dort endete am 27. August 1936. Die Gestapo verhörte sie im November 1939 nach vorheriger Denunziation, nahm sie jedoch nicht in Haft. Die Zeit vom 22. August 1944 bis zum 24. Oktober 1944 verbrachte sie im KZ Fuhlsbüttel.

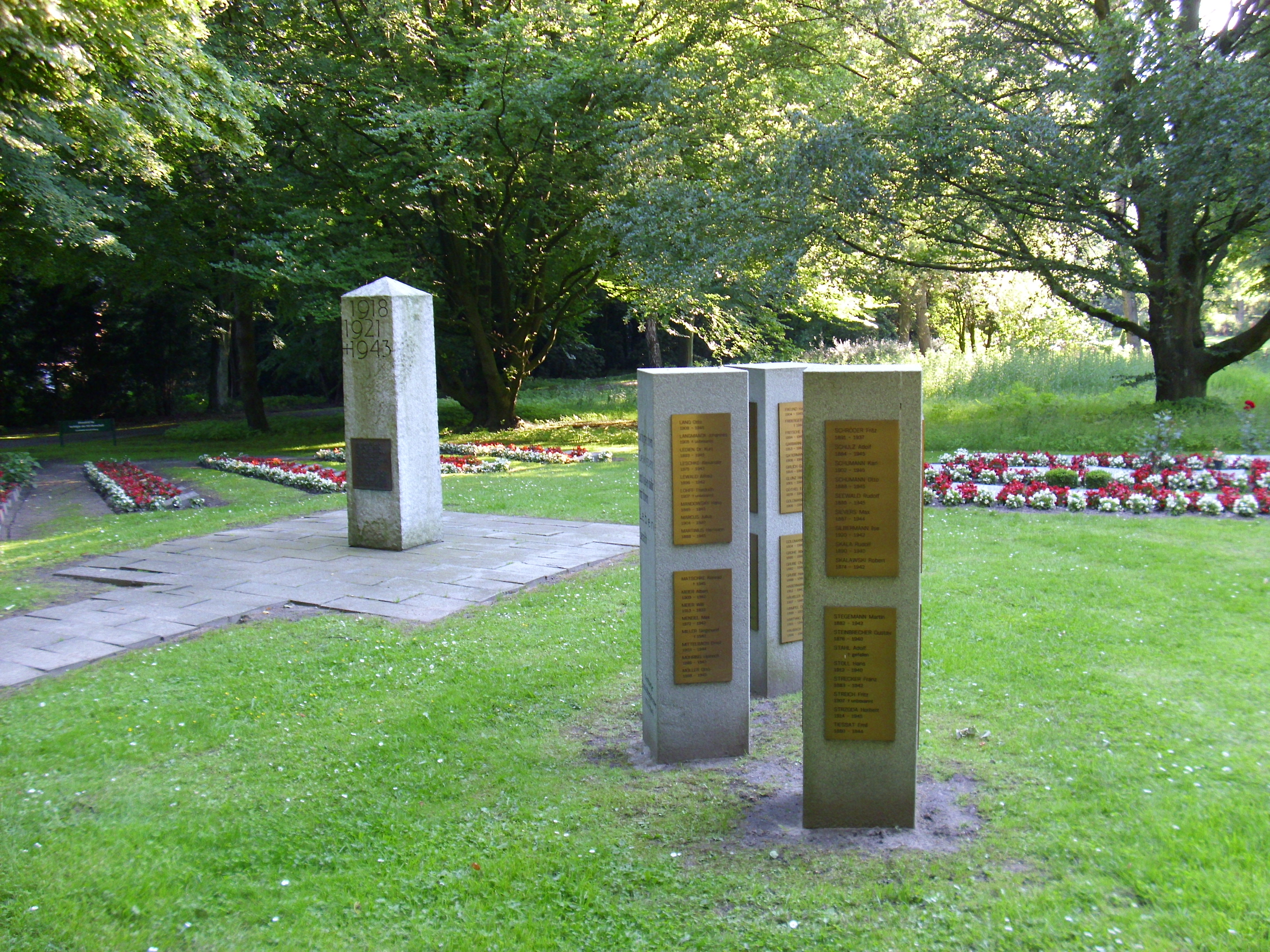
Ehrenfeld der Geschwister-Scholl-Stiftung auf dem Ohlsdorfer Friedhof

Nach Kriegsende arbeitete Schmidt in Hamburg als Stationsfrau im Hilfskrankenhaus am Weidenstieg. Bei der Heirat 1952 nahm sie den Nachnamen ihres Mannes an.

## Ehrungen
Auf dem Ohlsdorfer Friedhof befindet sich im Bereich des Ehrenfeldes der Geschwister-Scholl-Stiftung, Planquadrat Bn 73 Nr. 358 (links vom Weg vorletzter Block: dort achte Reihe, zwölfter Stein), für Antonie Möbis ein Kissenstein.
Seit 1991 trägt der Antonie-Möbis-Weg in Eidelstedt ihren Namen.